# TCG Anadolu
Le TCG Anadolu (Anatolie, en turc) numéro de coque L-400 est un navire d'assaut amphibie polyvalent (Landing Helicopter Dock en anglais) ou (LHD) de la marine turque. C'est le premier porte-aéronefs et le navire amiral de la flotte turque.
Construit dans les chantiers navals stambouliotes SEDEF (en), il est le quatrième navire de la classe Juan Carlos I conçue par l'espagnol  Navantia. La première découpe de tôle est célébrée le 30 avril 2016 et son admission au service actif est prononcée le 10 avril 2023.
En 2019, un navire-jumeau, le TCG Trakya, est en projet,.

## Caractéristiques
Pour un article plus général, voir Classe Juan Carlos I.

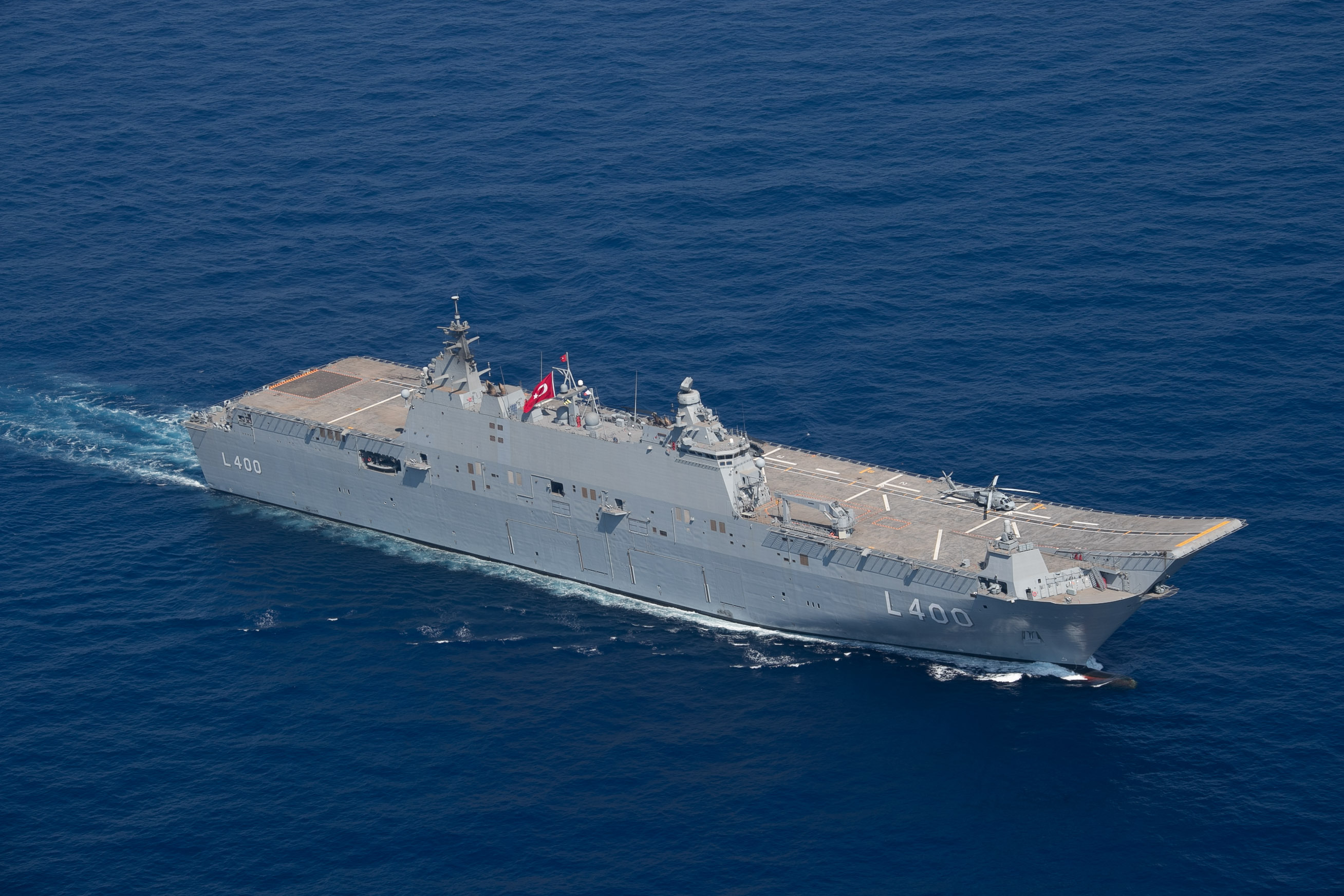
TCG Anadolu en mer.

L’Anadolu est le quatrième représentant de la classe Juan Carlos I, qui compte un exemplaire dans l'Armada Española (Juan Carlos I) et deux dans la Royal Australian Navy (HMAS Adelaide et HMAS Canberra, qui constituent la sous-classe Canberra).
Il s'agit, selon la liste des codes des immatriculations des navires de l'United States Navy, d'un Landing Helicopter Dock. Il dispose donc des caractéristiques d'un porte-hélicoptères, d'un bâtiment amphibie (embarcations et porte de débarquement), d'un porte-aéronefs capable de mettre en œuvre des ADAC/ADAV, mais non des avions conventionnels car il ne dispose ni de catapulte, ni de brin d'arrêt.

## Histoire

### Construction
Commandé en septembre 2015, l’Anadolu, est mis en service en décembre 2022. Sa construction a officiellement débuté le 30 avril 2016 au chantier SEDEF avec la première découpe de tôle, dans la baie de Tuzla. Il sera le premier porte-aéronefs de la marine turque. Recep Tayyip Erdoğan a d'ailleurs considéré qu'il s'agit d'une « démarche tardive dans une période où les menaces contre notre pays sont plus nombreuses et où nous sommes obligés d’être plus visibles dans l’arène internationale ». La mise sur cale du bâtiment a été annoncée le 7 février 2018.
Le bâtiment est finalement mis à l’eau en février 2022 pour des essais en mer.
La Turquie, qui participe au Programme Joint strike fighter, annonce au début de projet vouloir déployer des F-35B sur ce bâtiment, mais fin 2018 le congrès des États-Unis bloque la livraison de ces derniers. En outre, la marine turque projette de réceptionner deux nouveaux bâtiments de débarquement de chars (Landing Ship Tank), les Bayraktar (en) et Sancaktar. Longs de 139 mètres, larges de 19 mètres et d'un déplacement de 7 250 tonnes en charge, ils pourront transporter 20 chars lourds, jusqu’à 60 autres véhicules, et 350 soldats. Armés par un équipage de 130 marins, ils disposeront de deux tourelles de 40 mm, deux systèmes Phalanx, ainsi que d'affuts de 20 et 12,7 mm. La livraison du premier a eu lieu en 2017.

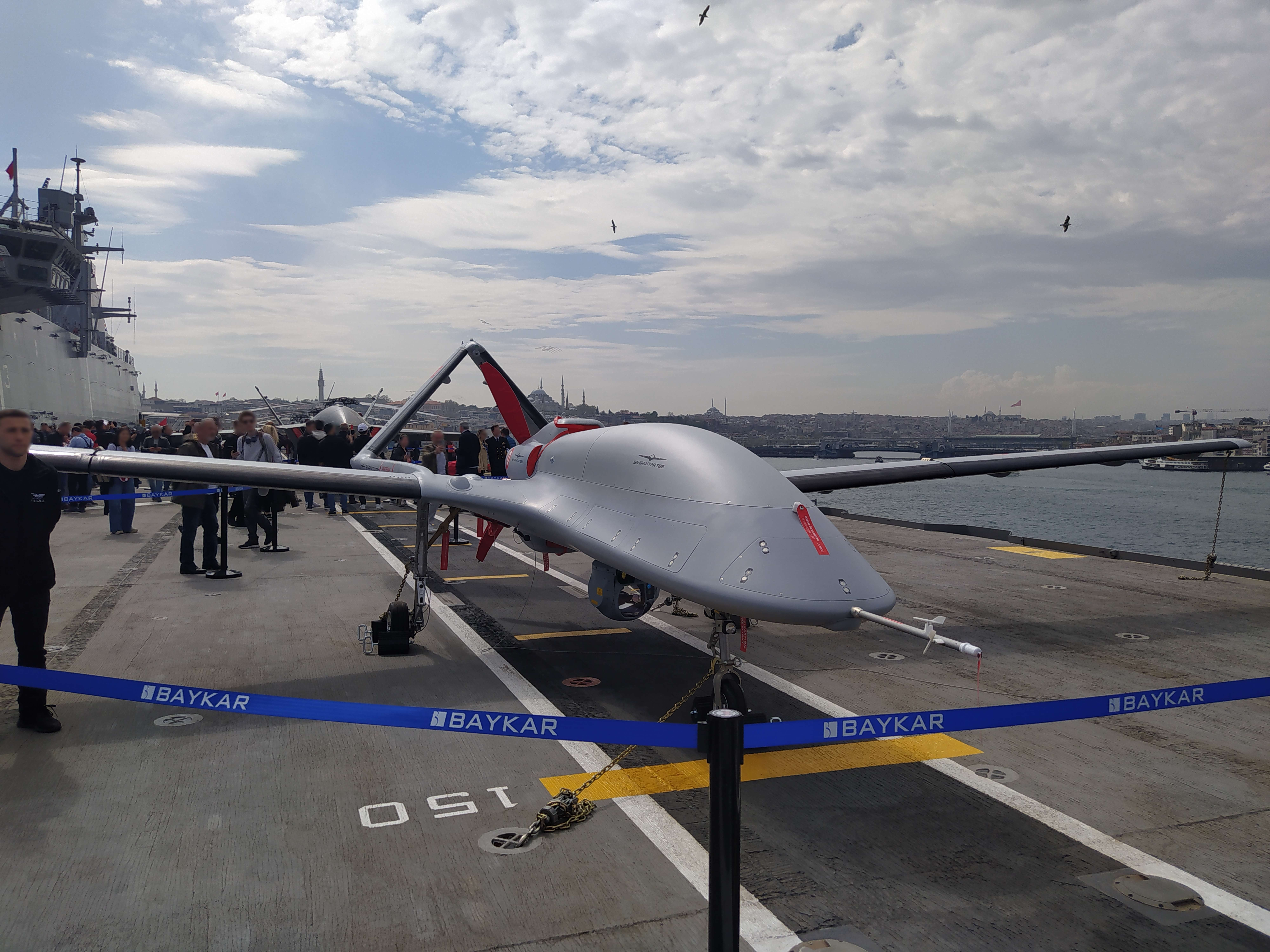
Drone Baykar Bayraktar TB3, version navalisée du TB2, sur le pont d'envol du bâtiment, lors de la cérémonie d'admission au service actif.

Le navire quitte la cale sèche le 4 mai 2019, afin de poursuivre son armement à quai. Le 10 avril 2023, il est officiellement admis au service actif. Le bateau a été construit à environ 70 % par des entreprises turques. Les États-Unis confirmant leur refus de livrer des F-35, par mesure de rétorsion à la décision turque d'acquérir des batteries antiaériennes d'origine russe S-400, et en l'absence d'opportunité d'achat de Harrier II d'occasion, le navire est pour l'heure dépourvu d'aéronefs embarqués à voilures fixes. Lors de la cérémonie d'admission, le pont d'envol a été doté de drones de combat turcs Baykar Bayraktar Kızılelma et TB3 ainsi que des hélicoptères, solution intermédiaire en attendant qu'une future version navalisée du chasseur léger TAI Hürjet puisse opérer sur ce bâtiment. 

### Opérations
Entre le 13 et le 17 août 2024, il a été révélé par des sources indépendantes et non gouvernementales que le TGC Anadolu avait mené un exercice conjoint avec des navires de guerre américains protégeant Israël en Méditerranée. Il aurait fait une manœuvre militaire avec l'USS Wasp en mer Méditerranée orientale, cette information aurait été cachée par le gouvernement de l’AKP et démenti par les autorités de La Défense nationale turque,.